# 신정 (1942년)
신정(申丁, 1942년 3월 7일 ~ )은 대한민국의 정치인이다. 경상북도 울진군수를 지냈다.

## 학력
- 매화초등학교 졸업
- 울진중학교 졸업
- 경북고등학교 졸업
- 육군사관학교 졸업
- 육군대학 졸업

## 경력
- 5공수 특전여단장
- 국방부 함참 민심참모부장
- 보병 제53사단장
- 2군 부사령관
- 남북회담 정치분과위원회 대표 (통일분야)
- 국방과학연구소 상임 감사 (경영분야)
- 동영장학재단 이사 (인재양성)
- 새정치국민회의 국가경영전략위원회 위원
- 청안건설(주)부회장
- 아시아엘에스디앤씨(대표이사)
- 1998.07 ~ 2002.06 제42대 경상북도 울진군수

## 역대 선거 결과
|  | 48.28% |

|  | 31.98% |